# Literatură de spionaj
Literatura de spionaj este literatura în care apar elemente de spionaj.

## Scriitori notabili
| - Eric Ambler - Desmond Bagley - Ted Bell - Raymond Benson - John Buchan - William F. Buckley Jr. - A.J. Butcher - John le Carré - Ally Carter - Robert Erskine Childers - Tom Clancy - Brian Cleeve - Manning Coles - Sir Arthur Conan Doyle - Stephen Coonts - Desmond Cory - Joe Craig - Charles Cumming - Len Deighton - Joseph Finder - Ian Fleming - Vince Flynn - Ken Follett | - Frederick Forsyth - Alan Furst - John Gardner - Michael Gilbert - Tony Gilroy - Graham Greene - John Griffiths - Jan Guillou - Adam Hall - Donald Hamilton - Robert Harris - Jack Higgins - Charlie Higson - R J Hillhouse - Anthony Horowitz - E. Howard Hunt - David Ignatius - Robert Littell - Robert Ludlum - Gayle Lynds - Helen MacInnes - Ian Mackintosh | - Alistair MacLean - Norman Mailer - Somerset Maugham - Charles McCarry - Andy McNab - Kyle Mills - David Morrell - Robert Muchamore - James Munro - Manning O'Brine - E. Phillips Oppenheim - Baroness Orczy - James Phelan - Anthony Price - William le Queux - Daniel Silva - Desmond Skirrow - Ross Thomas - Brad Thor - Leon Uris - Haralamb Zincă - Dennis Wheatley |